# العلاقات الأرجنتينية الجورجية
العلاقات الأرجنتينية الجورجية هي العلاقات الثنائية التي تجمع بين الأرجنتين وجورجيا.

## مقارنة بين البلدين
هذه مقارنة عامة ومرجعية للدولتين:
| وجه المقارنة                                              | الأرجنتين                                               | جورجيا                          |
| --------------------------------------------------------- | ------------------------------------------------------- | ------------------------------- |
| المساحة (كم2)                                             | 2.78 مليون                                              | 69.70 ألف                       |
| عدد السكان (نسمة)                                         | 44.27 مليون                                             | 3.72 مليون                      |
| الكثافة السكانية (ن./كم²)                                 | 15.92                                                   | 53.37                           |
| العاصمة                                                   | بوينس آيرس                                              | تبليسي، كوتايسي                 |
| اللغة الرسمية                                             | اللغة الإسبانية                                         | اللغة الجورجية، اللغة الأبخازية |
| العملة                                                    | البيزو الأرجنتيني 1983 ‏، بيزو أرجنتيني، أسترال أرجنتيني | لاري جورجي                      |
| الناتج المحلي الإجمالي (بليون دولار)                      | 637.59 مليار                                            | 15.16 مليار                     |
| الناتج المحلي الإجمالي (تعادل القوة الشرائية) بليون دولار | 883.02 مليار                                            | 35.68 مليار                     |
| الناتج المحلي الإجمالي الاسمي للفرد دولار أمريكي          | 13.43 ألف                                               | 3.79 ألف                        |
| الناتج المحلي الإجمالي للفرد دولار أمريكي                 |                                                         |                                 |
| مؤشر التنمية البشرية                                      | 0.827                                                   | 0.754                           |
| رمز المكالمات الدولي                                      | +54                                                     | +995                            |
| رمز الإنترنت                                              | .ar                                                     | .ge، .გე ‏                       |
| المنطقة الزمنية                                           | 00                                                      | ت ع م+04:00                     |

## منظمات دولية مشتركة
يشترك البلدان في عضوية مجموعة من المنظمات الدولية، منها:
| علم المنظمة | اسم المنظمة                   | تاريخ انضمام الأرجنتين | تاريخ انضمام جورجيا |
| ----------- | ----------------------------- | ---------------------- | ------------------- |
|             | مؤسسة التنمية الدولية         | 3 أغسطس 1962           | 31 أغسطس 1993       |
|             | المنظمة الهيدروغرافية الدولية | ?                      | ?                   |
|             | مؤسسة التمويل الدولية         | 13 أكتوبر 1959         | 29 يونيو 1995       |
|             | يونسكو                        | 15 سبتمبر 1948         | 7 أكتوبر 1992       |
|             | الأمم المتحدة                 | 24 أكتوبر 1945         | 31 يوليو 1992       |
|             | الاتحاد الدولي للاتصالات      | 1889                   | 7 يناير 1993        |
|             | البنك الدولي للإنشاء والتعمير | 20 سبتمبر 1956         | 7 أغسطس 1992        |
|             | الاتحاد البريدي العالمي       | ?                      | ?                   |
|             | منظمة التجارة العالمية        | ?                      | 14 يونيو 2000       |
|             | الفريق المعني برصد الأرض      | ?                      | ?                   |

## وصلات خارجية
- موقع وزارة الخارجية الأرجنتينية
- موقع وزارة الخارجية الجورجية